# Castello di Osaka
Il Castello di Osaka (大阪城?, Ōsaka-jō) è un maniero nipponico che si trova nel centrale distretto cittadino di Chūō-ku. Originariamente chiamato castello di Ozaka (大坂城?, Ōzaka-jō), è uno dei più famosi ed importanti edifici del paese, ed ebbe un ruolo fondamentale nell'unificazione del Giappone nel XVI secolo, durante il periodo Azuchi-Momoyama.
Il castello è situato all'interno del Parco del Castello di Osaka (Osaka jo Koen), uno degli spazi verdi più grandi della città. È stato costruito sull'estremità settentrionale del piccolo altopiano Uemachi-daichi (lungo 12 km e largo al massimo 2,5), ed il suo basamento si trova quindi rialzato dal resto del parco e dell'intera città. La superficie su cui è stato eretto l'edificio è di circa un chilometro quadrato. Appoggia su due piattaforme di terra rialzate supportate da due alti muri a perpendicolo di roccia tagliata del pianoro, ognuno sovrastante un fossato. L'edificio centrale del castello è alto cinque piani all'esterno e otto piani all'interno, che assieme al dislivello naturale dell'altopiano garantiscono un'alta protezione ai suoi abitanti in caso di assedio.
Da alcuni anni la struttura ospita il Museo del castello di Osaka. È facilmente raggiungibile dalla stazione Osaka-jo Koen della linea Circolare di Ōsaka delle ferrovie JR West. Il parco è molto frequentato durante le festività e specialmente durante la fioritura dei ciliegi giapponesi, quando i prati sono stipati da venditori di cibi e bevande, da innumerevoli gruppi che fanno pic-nic e da suonatori di taiko.
Il parco ospita inoltre la grande arena coperta Osaka-jo Hall, ed il reliquiario Toyokuni dedicato a Toyotomi Hideyoshi.

## Storia

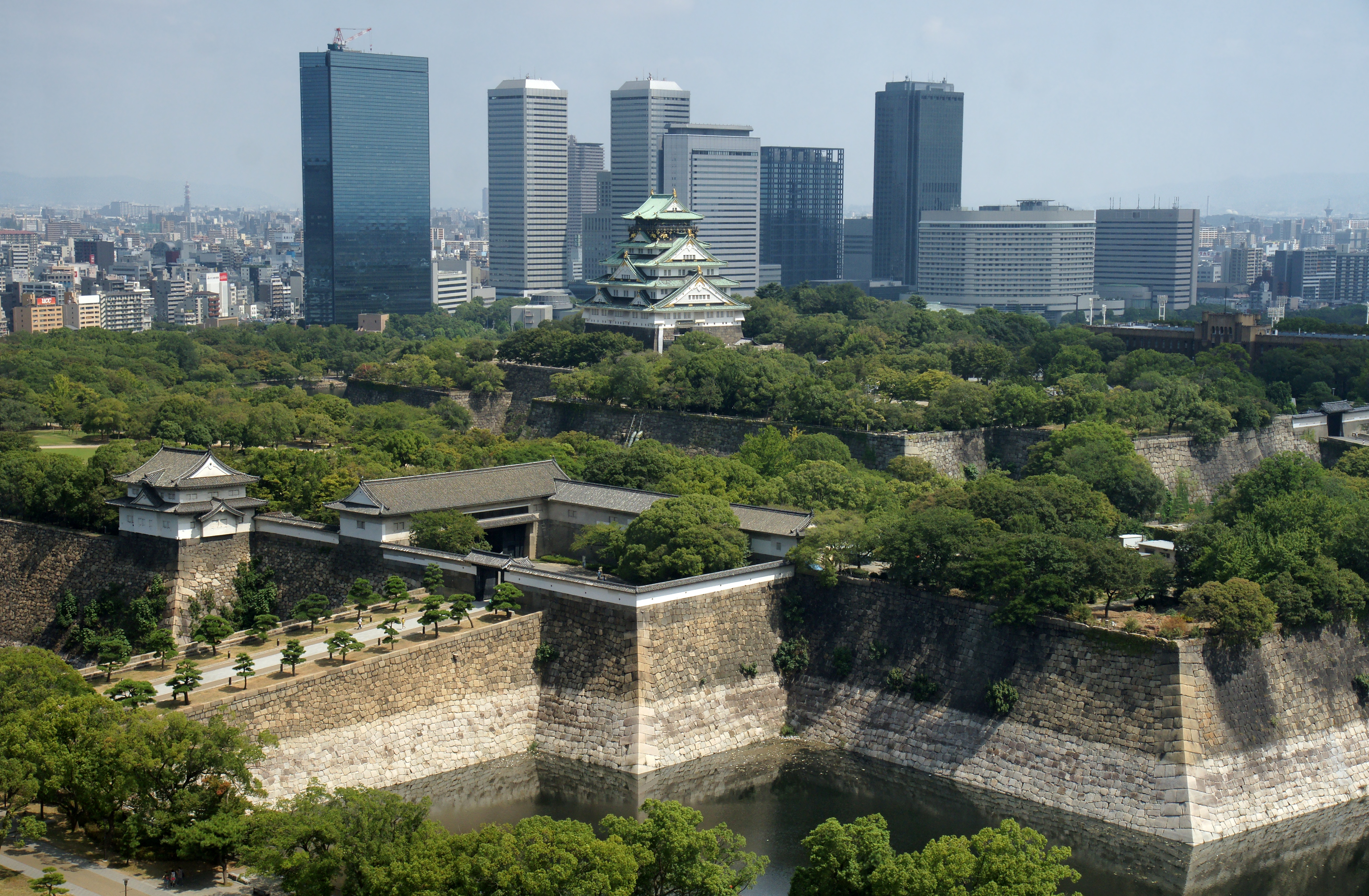
Castello di Osaka

Dipinto dell'assedio nell'estate 1615

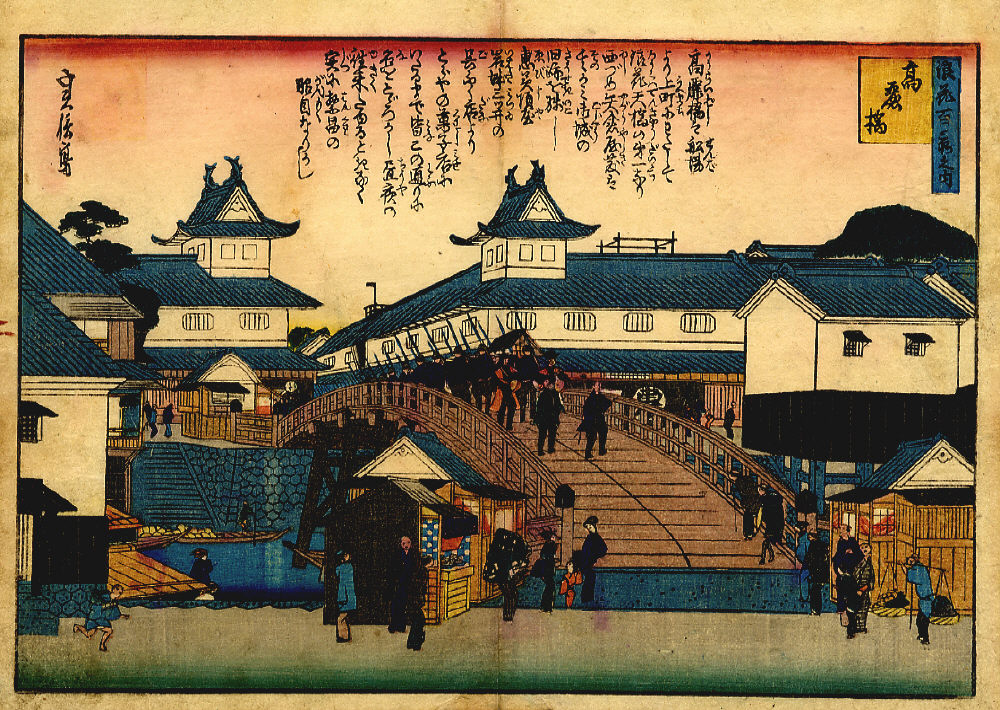
Porzione del castello ritratta da Hasegawa Sadanobu nel 1868

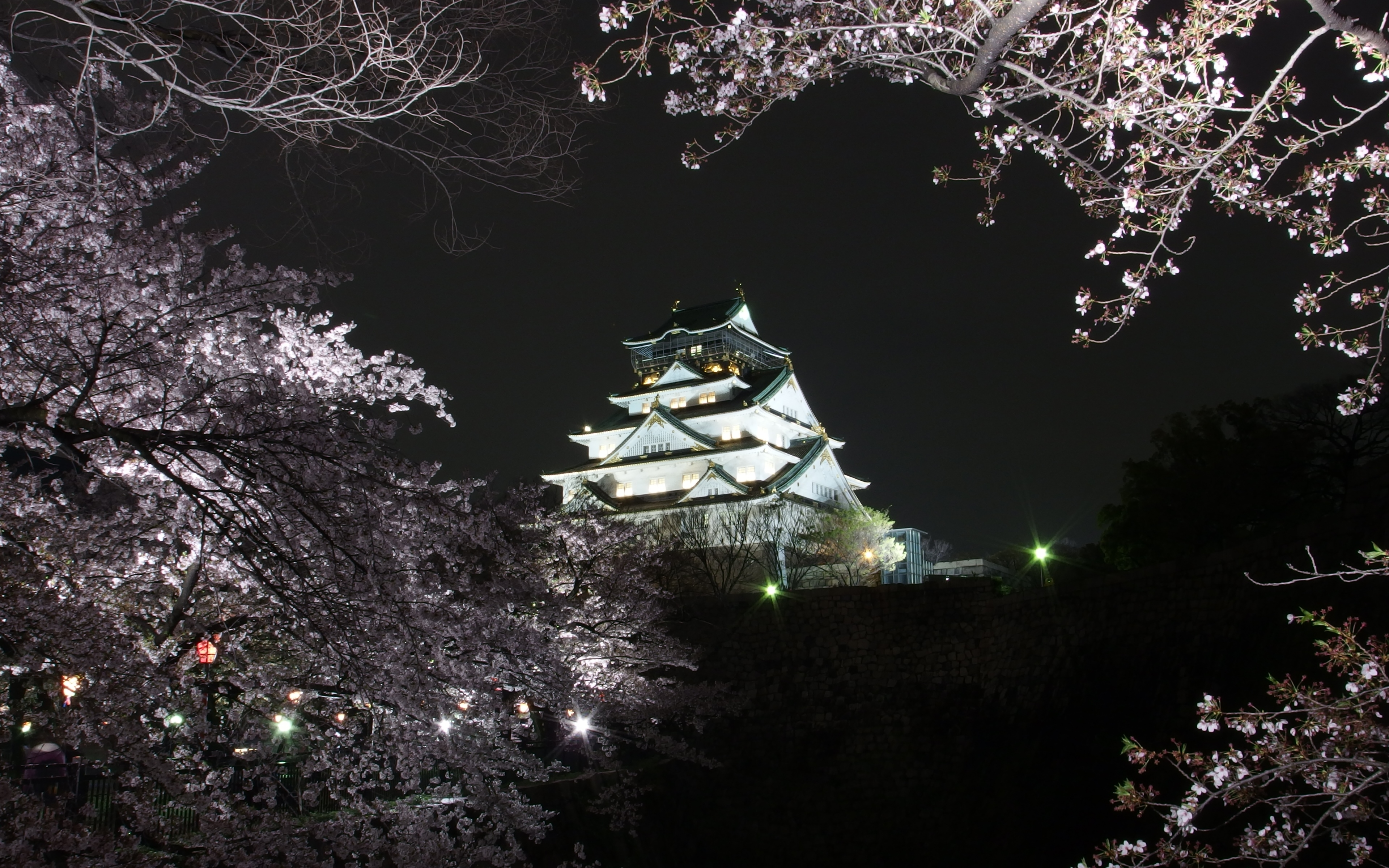
Castello di Osaka di notte

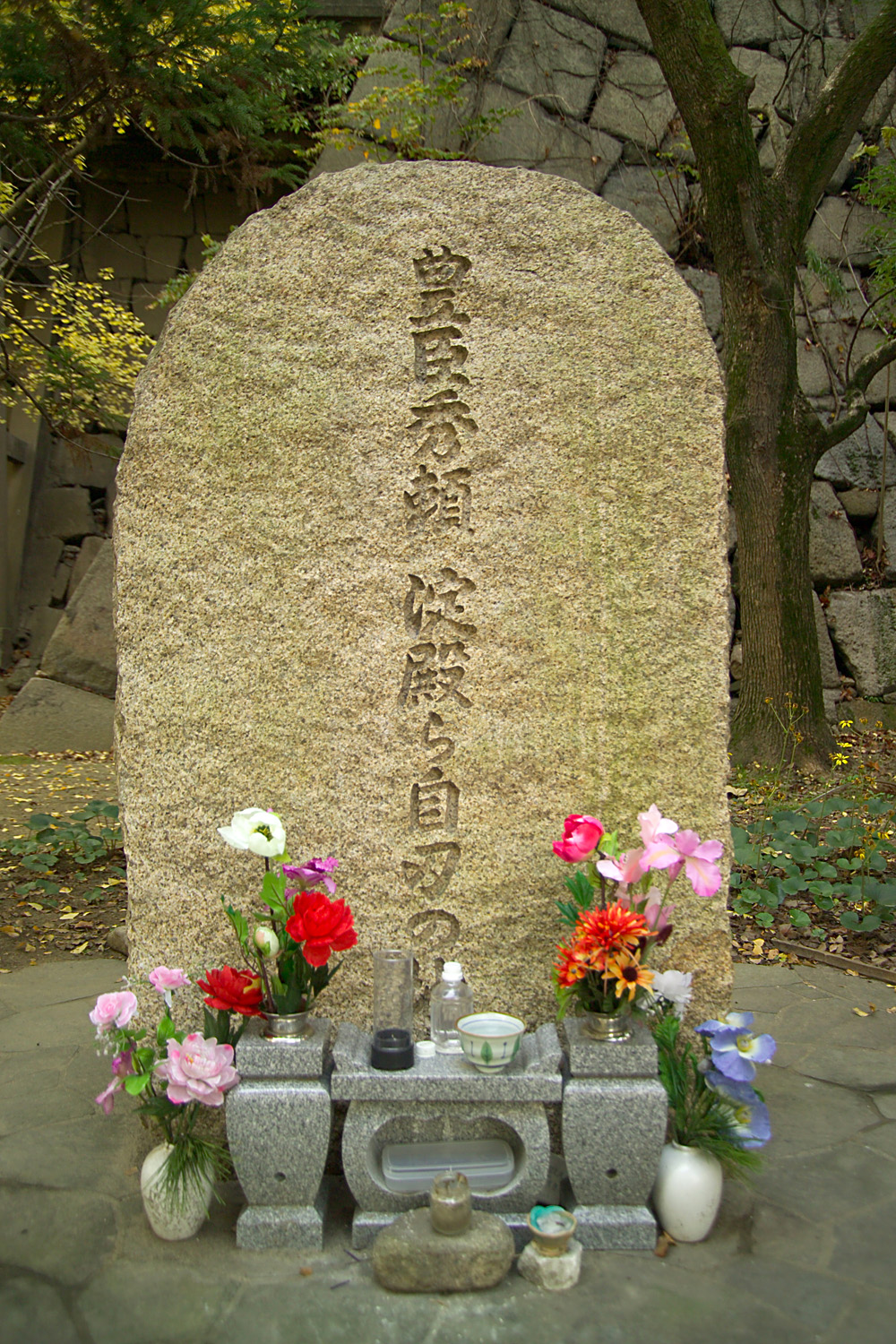
Lapide a ricordo del suicidio di Toyotomi Hideyori e della madre Yodo-dono

- 1583: Toyotomi Hideyoshi incomincia la costruzione del castello sulle macerie del tempio Ishiyama Hongan-ji degli Ikkō-ikki. Il progetto iniziale era modellato sul Castello di Azuchi, il centro di comando di Oda Nobunaga. Toyotomi voleva costruire un castello che ricordasse quello di Oda, ma anche che lo superasse sopra ogni aspetto: il progetto includeva una torre principale di cinque piani, con altri tre piani sotterranei, e foglie d'oro sui lati della torre per stupire i visitatori.
- 1585: Il donjon interno è completato. Toyotomi continua ad estendere e ad ampliare il castello, rendendolo sempre più formidabile agli occhi degli eventuali assalitori.
- 1598: La costruzione è completata. Hideyoshi muore. Il castello di Osaka passa a suo figlio: Toyotomi Hideyori.
- 1600: Tokugawa Ieyasu sconfigge le armate di Hideyori alla battaglia di Sekigahara, e incomincia a gestire il proprio bakufu presso Edo.
- 1614: Tokugawa attacca Hideyori nell'inverno, incominciando l'assedio di Osaka. Nonostante le forze di Toyotomi fossero in un rapporto di circa 2 a 1, riuscirono a sconfiggere l'armata da 200.000 uomini di Tokugawa e protessero le mura esterne del castello. Comunque, Tokugawa riuscì a mettere in difficoltà Toyotomi riempiendo il fossato esterno del castello, lasciandolo così praticamente privo di difese.
- 1615: Durante l'estate, Hideyori comincia a scavare ancora una volta il fossato esterno. Tokugawa, adirato, manda nuovamente le sue forze presso il castello di Osaka e conquista il castello il 4 giugno. Osakajo si arrese a Tokugawa e il clan Toyotomi fu sconfitto.
- 1620: Il nuovo erede dello shogunato, Tokugawa Hidetada, comincia a ricostruire e a riarmare il castello di Osaka. Costruisce una nuova torre di cinque piani all'esterno e otto all'interno, e assegna il compito di costruire nuove murate ad alcuni clan di samurai. Le mura costruite nel 1620 sono in piedi ancora oggi, sono fatte di blocchi di granito che si tengono insieme l'un l'altro. Molte delle pietre furono portate dalle cave di pietra del mare interno di Seto, e sono ornate dai simboli delle varie famiglie che le inserirono nelle murate.
- 1665: Un fulmine incenerisce la torre principale.
- 1843: Dopo decenni di noncuranza, il castello ottiene le dovute riparazioni quando il bakufu raccoglie denaro dalla gente della regione per ricostruire molte delle torrette.
- 1868: Gran parte del castello viene bruciata durante i conflitti civili legati alla Restaurazione Meiji. Sotto il governo Meiji, il castello di Osaka viene convertito in una caserma organizzata secondo lo stile militare occidentale che si stava rapidamente diffondendo in Giappone.
- 1928: La torre principale viene ricostruita dopo una proficua raccolta fondi a cura del sindaco di Osaka.
- 1945: I bombardamenti su Osaka danneggiano la torre principale recentemente ricostruita.
- 1995: Il governo di Osaka approva un altro progetto di ristrutturazione, con l'intento di riportare la torre principale allo splendore del periodo Edo.
- 1997: La ristrutturazione è completata. Il castello è una fedele ricostruzione in cemento (dotata di ascensori) dell'originale; tuttavia l'interno non ricorda per niente un antico castello Giapponese.
- 2019: La ristrutturazione generale è completata.

## Nella cultura di massa
Il castello di Osaka, per la sua valenza iconografica, è stato scelto quale scenario di alcune opere della cultura di massa giapponese. Viene citato o riprodotto in anime e manga, come ad esempio:
- nel manga Detective Conan di Gōshō Aoyama, appare nei volumi 31 e 32;
- nell'episodio 2 dell'anime Yattaman 2008 vi si svolge una gara di Food Fighters;
- nel romanzo fantasy Eien - Akuma No Shi di Marco Nibi, viene nominato in uno dei ricordi del protagonista.